# Roger Hostekint
Roger Hostekint (Londen (Groot-Brittannië), 31 oktober 1918 - Roeselare, 15 februari 1999) was een Belgisch volksvertegenwoordiger en senator.

## Levensloop
Hostekint, beroepshalve onderwijzer en getrouwd met Paula Samoy, was de zoon van een naar Londen gevlucht meisje en van een Nieuw-Zeelandse soldaat, die kort daarna sneuvelde. Hij droeg de naam van zijn moeder. 
Voor de BSP en daarna de SP volgde hij een parlementaire loopbaan. Van 1978 tot 1981 zetelde hij in de Senaat als rechtstreeks gekozen senator voor het arrondissement Roeselare-Tielt en daarna was hij van 1981 tot 1984 lid van de Kamer van volksvertegenwoordigers.
In de periode januari 1979-oktober 1980 zetelde hij als gevolg van het toen bestaande dubbelmandaat ook in de Cultuurraad voor de Nederlandse Cultuurgemeenschap, die op 7 december 1971 werd geïnstalleerd. Vanaf 21 oktober 1980 tot februari 1984 was hij lid van de Vlaamse Raad, de opvolger van de Cultuurraad en de voorloper van het huidige Vlaams Parlement.
Vanaf 1965 was hij eveneens gemeenteraadslid en 1969 tot 1976 schepen van Roeselare.